# Xkcd
xkcd — це вебкомікс «про романтику, сарказм, математику та мову», публікується з вересня 2005 року і виходить тричі на тиждень.
Автор — Рендел Монро, колишній працівник NASA. Комікс є досить популярним серед інтернет-користувачів, його читають та на нього посилаються такі видання як «The Guardian» та «The New York Times».

## Назва та основні теми жартів
Згідно з Монро, назва коміксу не має особливого значення, це просто слово з чотирьох букв, що не мають жодного прихованого значення і не є абревіатурою. Предмет комічного змінюється, часом це просто малюнок з підписом, що стосується загальних тем життя й кохання, а часом це специфічні жарти, зрозумілі математикам і науковцям. Деякі комікси висміюють елементи сучасної поп-культури. Малюнки зроблено в навмисно спрощеному стилі, можуть містити елементами складної геометрії, або імітувати художній стиль малювання інших авторів. Вміст сайту доступний на основі ліцензії Creative Commons Attribution-NonCommercial 2.5 License. Нові випуски з'являються тричі на тиждень, в понеділок, середу і п'ятницю.

## Історія
Випуск коміксів почався у вересні 2005 року, коли Монро вирішив відсканувати малюнки зі свого шкільного зошита і викласти їх на свій сайт. Зрештою комікси було розміщено на окремій вебсторінці, де Монро почав продавати футболки з малюнками на основі коміксу. В наш час[коли?] він «весь час працює над коміксом».
У травні 2007 року комікс привернув до себе загальну увагу зображуючи інтернет-спільноти у вигляді географічних об'єктів. Різні вебсайти були зображені як континенти, кожен розміром з урахуванням їх відносної популярності і розташовані згідно з їхньою спільною темою. Цим він здобув шалену популярність в інтернеті.
23 вересня 2007 року сотні людей влаштували флешмоб, зібравшись у парку Північного Кембриджу, штат Массачусетс, координати якого були згадані в номері 240 коміксу, з вигуками «Maybe wanting something does make it real».
19 вересня 2012 року було опубліковано статтю "Click and Drag", яка містила панель, яку можна досліджувати, натискаючи та перетягуючи її внутрішні частини. Вона одразу ж викликала позитивну реакцію на соціальних сайтах та форумах.  Велике зображення, вкладену в панель, розміром 165 888 пікселів завширшки та 79 822 пікселів заввишки. Пізніше Манро описав її як "напевно, найпопулярнішу з тих, що я коли-небудь публікував в Інтернеті", а також зарахував до числа своїх фаворитів.

## Нагороди та визнання
xkcd було визнано на конкурсі «Web Cartoonists' Choice Awards». У 2008 році він був номінований на такі нагороди, як «Outstanding Use of the Medium», «Outstanding Short Form Comic», «Outstanding Comedic Comic». А також переміг у номінації «Outstanding Single Panel Comic». xkcd було обрано найкращим читачами «Weblog Awards» в 2007 та 2008 роках.

## Переклади
Значна частина коміксів xkcd була перекладена іспанською мовою, проте тільки ті, що можуть бути перекладені без втрати комічної складової. Спільноти читачів переклали близько половини карикатур російською та майже всі французькою мовами. Також існують переклади німецькою, фінською, чеською та українською мовами.